# مزرعه مویجه خاک
مزرعه مویجه خاک یک منطقهٔ مسکونی در ایران است که در دهستان پلنگ‌آباد واقع شده‌است.